# Leptothorax delaparti
Leptothorax delaparti är en myrart som beskrevs av Auguste-Henri Forel 1890. Leptothorax delaparti ingår i släktet smalmyror, och familjen myror. Inga underarter finns listade i Catalogue of Life.